# Ernst Peter von Podewils
Ernst Peter von Podewils (* 31. März 1737 auf Vorwerk bei Demmin; † 16. November 1791 ebenda) war ein preußischer Kapitän und Landrat.
Ernst Peter von Podewils entstammte dem in Pommern schlossgesessenen Adelsgeschlecht derer von Podewils. Seine Eltern waren Hans Heinrich von Podewils (* 1707; † 1774), Erbherr auf Vorwerk, Beggerow und Haus Demmin, und Juliane Margarethe von Lüskow (* 1709; † 1778).
Podewils hatte seit seiner Jugend in der preußischen Armee gedient, mit dem Dragonerregiment „von Wulffen“ im Siebenjährigen Krieg gekämpft und hatte zuletzt den Dienstgrad eines Kapitäns, als er nach dem Tod seines Vaters wegen Invalidität seinen Abschied nahm. 1780 ließ er sich auf seinem Gut Vorwerk bei Demmin nieder. Er war als Kreisdeputierter tätig und Landschaftsrat der Pommerschen Landschaft. 1787 wählten ihn die Landstände zum Landrat des Kreises Demmin-Treptow. Nachdem er das Rigorosum im Beisein des Ministers von Blumenthal bestanden hatte, trat er am 8. April 1788 sein Amt an.
Beim Verkauf zweier Höfe, die zu dem Rittergut Vorwerk gehört hatten, war ihm von seinem Onkel das diesem zustehende Rückkaufsrecht abgetreten worden. Es wird vermutet, dass er von diesem Rückkaufsrecht später Gebrauch gemacht hatte und die beiden Höfe dann durch die damals gängige Praxis des Bauernlegens dem Vorwerk ganz einverleibte.
Podewils war mit Eva Helene Sophie, geborene von Podewils, aus dem Hause Sanzkow (* 1747; † 1812), Tochter des Peter von Podewils (* 1709; † 1778) und der Magdalene Luise von Kneitlingen († 1758), verheiratet. Aus der Ehe gingen drei Töchter und vier Söhne hervor. Darunter die preußischen Offiziere Peter Heinrich von Podewils (* 1780; † 1838) und Karl August Friedrich Dietrich von Podewils (* 1790; ⚔ 1813 bei Großgörschen).